# Leventis United FC
El Leventis United FC fou un club de futbol nigerià de la ciutat d'Ibadan.
Va ser fundat el 1982 per la fusió de diversos clubs de la regió. Va desaparèixer el 1987 després de perdre el suport de la Leventis Company.

## Palmarès
- Lliga nigeriana de futbol:[3]
  - 1986

- Copa nigeriana de futbol:[4]
  - 1984, 1986

- Supercopa nigeriana de futbol:
  - 1984